# Персонажи легендариума Толкина
В вымышленной вселенной Средиземье, описанной Толкином, действует большое количество персонажей.

## Люди

### Первая эпоха

#### Дом Беора

##### Беор
Беор (англ. Bëor), или Беор Старый (англ. Bëor the Old) — предводитель Первого Дома людей на последнем этапе их миграции на Запад. Видимо, под его руководством большинство людей вышли из Эриадора и, перейдя через Синие Горы, пришли в леса Оссирианда в 310 г. П.Э. Там их встретил и подружился с ними владыка эльфов Финрод Фелагунд. Он быстро освоил язык людей и вёл долгие разговоры с их предводителем. Беор, по совету Фелагунда, затем привёл свой народ на равнину Эстолад в Восточном Белерианде, но вскоре передал власть своему старшему сыну Барану, а сам вступил в услужение Финроду и отправился в Нарготронд. Беор оставался там до конца своих дней и участвовал в боевых вылазках против орков.
«Истинным» именем Беора было «Балан». Его стали называть «Беор», что означало «вассал» или «слуга» на языке его народа, после того, как он вступил в услужение Финроду Фелагунду. По некоторым традициям, это имя впоследствии использовалось его потомками в качестве титула. Его также прозвали «старым», поскольку он дожил до 93 лет, когда добровольно расстался с жизнью и мирно умер. Беор считался у эдайн также одним из Мудрых, он обладал обширными знаниями их традиций и легенд, хотя и передал это знание только некоторым из своих потомков, не желая открывать историю своего народа даже Финроду. Многое из этого знания было передано Аданели и Андрет.

##### Риан
Риан (англ. Rían) — персонаж легендариума Дж. Р. Р. Толкина, женщина из Первого Дома эдайн, жившая в Первую Эпоху. Она была дочерью Белегунда, сына Бреголаса из Дома Беора и двоюродной сестрой Морвен Эдельвен. Её сыном был Туор Эладар, внуком - Эарендиль, а правнуками — Элронд и Элрос.

… Волею злой судьбы родилась она в ту горькую пору, ибо наделена была сердцем кротким и нежным и не любила ни охоты, ни войны. Любовью дарила она деревья и дикие цветы, а ещё — пела и слагала песни.— Толкин Дж. Р. Р. Глава I. Детство Турина // Дети Хурина / Под ред. К. Толкина; Пер. с англ. С. Лихачевой  — С.38
Во время Битвы Внезапного Пламени, Дагор Браголлах (455 г. П. Э.), когда страна её была разорена, а люди — убиты или бежали, Риан была ещё маленьким ребёнком. Белегунд в то время стал спутником своего дяди Барахира и остался защищать свою страну, пока не был убит в 460 г. П. Э. Эмельдир Мужесердая, жена Барахира, увела оставшихся в живых женщин и детей в безопасное место через Эред Горгорот, и Риан оказалась в числе тех, кто в итоге пришёл вместе с нею в Хитлум.
Там оказан ей был хороший приём, и в 472 г. П. Э. она вышла замуж за Хуора из Дома Мараха, чей брат Хурин был женат на двоюродной сестре Риан, Морвен, и в то время являлся Владыкой Дор-Ломина. Однако через два месяца после свадьбы Хуор ушёл на битву Нирнаэт Арноэдиад и в ходе неё был убит.
Никаких вестей с битвы не приходило в Дор-Ломин, и беременная Риан, находясь в великом душевном расстройстве, убежала в леса. Там нашли её зелёные эльфы и забрали в своё поселение в горах Митрим. До конца года родила она сына, Туора, однако оставила его на попечение эльфов и ушла искать вестей о своём муже. Наконец пришла она к Хауд-эн-Нденгин, холму павших, стоявшему посреди пустоши Анфауглит, где и умерла от горя.

#### Дом Халет

##### Авранк
Авранк (англ. Avranc) — человек из Второго Дома эдайн, живший в Первую Эпоху, сын Дорласа из Бретиля.
Авранк был «молодым человеком, невысоким и темноволосым, но сильным»; люди Бретиля «не любили его, ибо несмотря на смелость, был он насмешником, как и отец его Дорлас до него». Однако его любил Харданг, вождь Бретиля, и был он стражником на Тейглинском переходе. Утверждается, что Авранк «не так давно женился» к моменту начала гражданской войны (501 г. П. Э.).
Когда Хурин Талион был найден в бессознательном состоянии на Хауд-эн-Эллет, Авранк предложил убить его немедленно, поскольку горе следовало за ним из Ангбанда. Авранка осадил его командир Мантор, однако, вопреки его приказу, Авранк помчался к Хардангу, чтобы рассказать ему об обнаружении Хурина. Когда Хурин и Мантор наконец пришли в Обел Халад, Харданг и Авранк спровоцировали нападение Хурина на Харданга. Харданг после этого отправил Хурина в тюрьму, а Авранк призвал к его немедленной казни. Он даже попытался застрелить Хурина, но Харданг остудил его пыл его на некоторое время. Мантор, однако, снова устоял против них, созвав Народное Собрание Бретиля.
На следующий день Авранк распустил среди лесных людей слухи о тёмных сторонах натуры Хурина, а Харданг назначил его защищать его дело на Народном собрании. Но, воспользовавшись своим красноречием, Мантор обратил плохое обращение Харданга с Хурином против самого Харданга. Люди Бретиля осадили Харданга и его последователей во Дворце Вождей и подожгли его. Авранк дважды пытался застрелить Мантора, но промахнулся. Сам он спасся из горящего дворца, но Харданг был убит.
Авранку удалось застрелить Мантора через два дня, но за этим последовала новая волна бунта на Амон Обел. В конце концов Авранк был избран новым вождём, ибо из Дома Халет более никого не осталось. Однако люди чувствовали, что именно Хурин принёс разрушение Бретилю, кроме этого советы Харданга «были мудрее», и Авранк не пользовался таким авторитетом и уважением, как халадины, бывшие до него. Многие люди после его избрания покинули Бретиль.

##### Дорлас
Дорлас (англ. Dorlas) — человек из Дома Халет, живший в Первую Эпоху Средиземья.
Дорлас был близким другом Харданга из халадинов, претендента на звание вождя людей Бретиля. Соответственно, он был недоволен избранием Брандира Хромого и его правлением, более желая открытых битв с орками, чем ведения тайной войны. Дорлас был предводителем отрядов лесных людей, которые охотились на орков на границах леса, и стал одним из первых, кого спас Турин Турамбар, когда он впервые прибыл в Бретиль, став одним из его ближайших друзей.
Он просил Турина вернуться к битвам после женитьбы на Ниниэль, и Турин действительно так поступил, когда люди Дорласа сильно пострадали от орков, посланных Глаурунгом. Когда Турин собирал отряд для попытки убить дракона, Дорлас был первым, кто решил присоединиться к нему, насмехаясь над Брандиром за то, что тот неспособен защитить свой народ. Однако Дорласа осадил Хунтор, предупреждая его, что его смелость может изменить ему.
В результате так оно и случилось: Дорлас испугался перехода через быстрины Тейглина и покинул Турина. После этого Брандир нашёл его «скрывающимся в лесу», возвращаясь после увиденной им гибели Турина и Ниэнор. Брандир обвинил Дорласа в том, что он привёл дракона в Бретиль, игнорируя его советы, и довёл Хунтора, Турина и Ниэнор до смерти. Дорлас, устыдясь, разгневался и попытался убить Брандира, но сам был убит, и кровь его стала единственной, пролитой Брандиром в жизни.

##### Мантор
Мантор (англ. Manthor) — владыка народа Халет в Первую Эпоху. Был потомком Халмира из Дома Халет; его родителями были Мелет и Агатор, а братом — Хунтор, погибший в ущелье Тейглина.
Мантор был господином Северного удела Бретиля, части леса у реки Сирион, ближайшей к броду Бритиах. Он был родственен Дому Хадора и гордился этим, поэтому поддерживал Турина Турамбара. После смерти Брандира, который был бездетным, многие из Народа Бретиля хотели, чтобы халадом стал Мантор, поскольку он происходил из более старшей ветви, однако линия его была женской, и по традиции вождём был избран его троюродный брат Харданг (происходивший по мужской линии).
Харданг не любил Мантора и Дом Хадора, и по его распоряжению Мантор стал командиром стражи на Тейглинском переходе. Там нападения орков боялись более всего, к тому же Мантор был «бесстрашнейшим человеком» из всего Народа Халет. Среди его «крепкой дружины» на Переходе были Форхенд, Авранк и Сагрот. Командовать стражей на Бритиахе Мантор назначил своего главного оруженосца Эбора.
Однако Мантор желал стать вождём, и когда Хурин вернулся в Бретиль и обнаружил, что его жена Морвен умирает, «тень» проклятия Моргота, следовавшая за ним, пробудила спящие до этого амбиции Мантора. Он понял, что Хурин пришёл с недобрыми намерениями, и использовал страх, окружавший его появление, для устранения Харданга. Хитроумно трактуя законы Бретиля, он созвал Народное Собрание, где обвинил халада в обесчещивании гостя. Хотя Мантор имел «великую природную заботу о куртуазности — цивилизованном поведении и милости», теперь он, используя своё красноречие, настроил людей против Харданга и его последователей, главным из которых был Авранк. Это вылилось в сожжение Дворца Вождей и убийство Харданга; Мантор пытался было остановить народ, но его попытки оказались тщетными.
Народ желал избрать Мантора халадом, но двумя днями позже его самого застрелил Авранк, и таким образом через «тень» Хурина прекратил своё существование Дом Халет. За этим последовала новая волна столкновений на Обел Халад, и в конце концов Авранк был избран вождём небольшого количества оставшихся людей Народа Бретиля.

##### Халет
Халет (англ. Haleth) — женщина-халадин, предводительница Второго Дома эдайн, названного в её честь Народом Халет. Халет была великой воительницей.
Ко времени рождения Халет второй дом людей уже давно обосновался в Таргелионе, области Восточного Белерианда, жил на хуторах, расположенных далеко друг от друга, и не имел собственных вождей. Однако в 375 году Солнца П.Э. Моргот послал против них отряд орков. Людей застали врасплох, и многие из них погибли. Остальные же сплотились вокруг человека по имени Хальдад и двух его детей-двойняшек — дочери Халет и сына Хальдара — и укрылись в частоколе, где отбивали атаки орков, пока нолдор не пришли к ним на выручку; однако к этому времени и Хальдад, и его сын Хальдар были уже убиты.
Карантир предложил людям свои земли, где они могли бы жить в безопасности, однако Халет отказалась, поскольку к тому моменту она уже была избрана вождём, будучи человеком широкой души и такой же храброй, как и её сродники. На следующий год она привела свой народ в Эстолад, и через некоторое время народ Халет снова двинулся на запад. Они прошли через ужасы Долины Страшной Смерти, Нан Дунгортеб, только силой воли Халет и в конце концов пришли в леса Талат Дирнен. Позже многие ушли в лес Бретиль, который ранее был частью Дориата вне Завесы Мелиан, но сейчас был пожалован людям Тинголом.
Халет управляла народом Бретиля до своей смерти. Похоронили её в зелёном кургане на лесных холмам, который с тех пор стал называться Курганом Владычицы (англ. Ladybarrow) — Хауд-эн-Арвен (Haudh-en-Arwen) на синдарине и Тур Харета (Tûr Haretha) на собственном языке людей.
Следующим вождём людей Бретиля стал племянник Халет, Халдан. 

##### Халмир
Халмир (англ. Halmir) — человек из Второго Дома эдайн, живший в Первую Эпоху, вождь Народа Халет. Халмир был сыном Халдана и имел четверых детей: сыновей Халдира и Хундара и дочерей Харет и Хирил. Хирил и Харет заключили браки, соответственно, с Глорэделем и Галдором Высоким, сыновьями Хадора из Третьего Дома людей.
Халмир был вождём Народа Халет, когда Моргот возобновил войну с эльфами и их союзниками, эдайн, начав битву Дагор Браголлах, и говорят, что деяния его народа вспоминали с почётом. Они жили на севере Белерианда, в лесу Бретиль, и изначально не были затронуты войной. Однако орки дошли до них после падения Минас Тирита, и даже тогда люди Бретиля не согласились покинуть свои дома, а Халмир послал известие Тинголу, королю Дориата, ибо дружил он с эльфами, охранявшими те земли. Тингол послал ему эльфов-синдар, вооружённых топорами, во главе с Белегом Могучим Луком, и вместе с силами Халмира они разгромили орков. После этого орки не осмеливались переходить Тейглин, и народ Халет жил в бдительном мире в Бретиле, и Нарготронд получил передышку.
Когда был создан Союз Маэдроса, Халмир подготовил своих людей к войне, и они наточили свои топоры. Однако не он повёл свой народ на Нирнаэт Арноэдиад, а его сыновья Халдир и Хундар, ибо Халмир умер до начала битвы.

##### Харданг
Харданг (англ. Hardang) — вождь людей Бретиля в Первую Эпоху.
Харданг происходил от Халмира из Дома Халет. Он был сыном Хундада, сына Хундара, и таким образом также был потомком вождей по прямой мужской линии, равно как и Брандир Хромой. После смерти Хандира, вождя Бретиля, Харданг попытался заставить Брандира отказаться от претензий на звание вождя в его пользу, и многие люди поддерживали его, считая Брандира неспособным к эффективному управлению.
После смерти Брандира, бывшего бездетным, многие из народа Бретиля предпочли бы видеть вождём его второго двоюродного брата Мантора, но он происходил из линии вождей по женской линии, и по традиции вождём был избран Харданг. Однако, устрашившись, Харданг назначил Мантора командиром стражи на Тейглинском переходе, ибо то было место, где более всего боялись нападения орков.
Харданг ещё не успел проправить и двух лет, когда до него начали доходить слухи о возвращении Хурина Талиона. Харданг не любил Дом Хадора, людей которого не было среди его предков, а ранее его раздражал факт неофициального правления Турина Турамбара в Бретиле. Вот и сейчас он не принял Хурина с честью, более того, оскорбил его, подпав под «тень» проклятия Моргота, которое нёс на себе Хурин. Хурин же в гневе запустил в Харданга табуреткой, был взят под стражу и посажен в тюрьму.
Но дело Хурина защитил на Народном Собрании Мантор, который красноречиво обратил деяния Харданга, включавшие подмешивание в пищу Хурина яда, в его низложение. Народ Бретиля восстал и в гневе сжёг Дворец Вождей; Харданг пытался бежать, но был убит копьём, попавшим в спину.
В ранних версиях истории имя Харданга было Харатор, и именно он, а не Мантор, был братом товарища Турина, Хунтора.

##### Хунтор
Хунтор (англ. Hunthor, 467—499 П.Э.) — человек из Дома Халет, живший в Первую Эпоху в лесу Бретиль, брат Мантора.
Хунтор, «не последний из храбрецов Дома Халет», был в отряде Турина Турамбара, который пытался убить дракона Глаурунга. Он вызвался идти вместо Брандира и спас жизнь Турина, но был убит упавшим со скалы камнем. Утверждается, что Хунтор был женат, но история гражданской войны подразумевает, что ни у него, ни у Мантора не было детей.

#### Дом Хадора

##### Аэрин
Аэрин (англ. Aerin) — женщина из народа Хадора, родственница Хурина Талиона. Отцом её был некий Индор, о котором более нигде не упоминается.
Аэрин жила недалеко от дома Хурина на юго-востоке Дор-Ломина. После поражения эльдар и эдайн в Нирнаэт Арноэдиад её против воли взял в жёны истерлинг Бродда. Она тайно помогала жене Хурина, Морвен, в её бедности, даже несмотря на побои, которые получала за это от мужа. Аэрин удавалось сохранять «некоторые старые добрые порядки» в их доме, который стал убежищем для бездомных и нищих.
Когда Турин Турамбар, сын Хурина, вернулся в Дор-Ломин, она предложила ему остановиться в доме Бродды. Именно там он снова встретил своего старого друга Садора Лабадала, а от Аэрин узнал, что Морвен и Ниэнор уехали в царство Тингола. Турин был разгневан своей жестокой судьбой и дерзостями Бродды, и убил его и других истерлингов, подняв мятеж среди слуг.
Но именно там была решена судьба Аэрин: она объяснила Турину, что жизнь её вполне можно было назвать тяжёлой, однако теперь поспешный поступок Турина приведёт к её смерти, ибо истерлинги будут мстить. Он предложил взять её с собой и отвезти в Дориат, но она отказалась, сказав, что всё равно погибнет в лесах, ибо годы её уже не те. Турин посчитал Аэрин слабой духом, сотворённой для «лучшего мира», но Асгон, спутник Турина, возразил ему: 

… Воины часто ошибаются в тихих и терпеливых. Она сделала нам много добра, и ей это дорого обходилось. Не слаба она была духом, и всякому терпению есть предел.
 Аэрин предположительно погибла в подожжённом ею самой деревянном дворце Бродды, пламя пожара которого видел Турин, спешно покидающий Дор-Ломин, за своей спиной.

##### Галдор Высокий
Галдор (англ. Galdor) — владыка Дома Хадора, живший в Первую Эпоху Средиземья, старший сын Хадора, отец Хурина и Хуора. За высокий рост и большую физическую силу его называли Галдором Высоким (англ. Galdor the Tall).
Галдор родился в 417 году П. Э. в Дор-Ломине. Он женился на Харет из Народа Халет, и у него родились сыновья Хурин и Хуор. В 455 году П. Э. разразилась битва Дагор Браголлах. Галдор сражался вместе с отцом и братом, обороняя Эйтель Сирион. После гибели своего отца Хадора в этой битве Галдор стал правителем Народа Хадора (456 г. П. Э.).
Своих сыновей Галдор ещё до Дагор Браголлах отослал на воспитание в Бретиль, где жили их родичи из Народа Халет. Через три года после битвы, когда орки напали на Бретиль, Хурин и Хуор пропали и никто ничего не знал об их судьбе. Но через год, в 459 год П. Э., они вернулись в Дор-Ломин на орлах, ничего не рассказывая о том, где были. Однако Галдор по их богатой одежде и опрятному виду догадался, что они не просто скитались в глуши, а жили у кого-то в гостях. Орлы и то, что братья молчали о том, где побывали, указывали на самого Тургона и тайный город Гондолин.
В 462 году П. Э. Моргот вновь напал на Хитлум и осадил Эйтель Сирион. Галдор защищал его и пал, поражённый стрелой в глаз (говорят, что в тот день он, к несчастью, не надел Шлем Хадора, ибо атака была внезапной и он выбежал на стену с непокрытой головой).

##### Марах
Марах (англ. Marach) — в легендариуме Дж. Р. Р. Толкина предводитель Третьего Дома эдайн в Первую Эпоху, названного в его честь народом Мараха. Был отцом Малаха и Имлаха и предком Турина Турамбара.
Третий Дом людей завершил свой поход на запад через Средиземье под водительством Мараха. Он провёл большую часть своего народа через Эриадор и первым из эдайн пересёк Синие горы. Однако его народ испугался горных вершин и не искали проходов через них, а разведчики сообщали, что к югу горы снижаются. В итоге Марах решил обойти горы, и в 313 г. П. Э. он ввёл свой народ в Белерианд с юга.
После этого народ Мараха осел в Эстоладе, к юго-востоку от лагеря Дома Беора. Вскоре после этого Марах послал своего сына Малаха в Хитлум для вступления на службу к верховному королю нолдор Финголфину, где Малах выучил язык и обычаи эльфов. Через четырнадцать лет он вернулся к своему народу, но вскоре увёл его часть на жительство в Хитлум. Сыном Малаха был Магор, который отправился с большей частью народа Мараха к истокам Тейглина, другая же часть Третьего Дома эдайн покинула Белерианд и вернулась в Эриадор. Марах, однако, остался в Эстоладе до конца своих дней и умер в весьма преклонном возрасте 94 лет, пережив на год даже Беора Старого.

##### Садор Лабадал
Садор Лабадал (англ. Sador Labadal) — слуга Хурина из Дор-ломина, друг детства Турина Турамбара.
В юности Садор жил в лесах, однако в 455 г. П.Э. внезапно разразилась битва Дагор Браголлах, и Садора призвал в ряды своего войска Финголфин, Верховный король нолдор. Он, однако, прибыл на битву слишком поздно и смог только сопроводить домой тело убитого в битве Хадора, но позднее стал воином и защищал Барад Эйтель при нападении на эту крепость в 462 г. П. Э. Затем он почувствовал, что «по горло сыт битвами и сражениями». После этого он вернулся в леса и стал дровосеком, но однажды случайно отрубил себе правую ступню топором.
Садор остался в услужении Хурина в качестве резчика по дереву, изготавливая или исправляя малоценные вещи, необходимые в его доме. Турин прозвал его Лабадалом, что в переводе с синдарина означает «одноножка». Лабадалом Турин называл его не в насмешку, а из жалости, и Садор не обижался на него. Он рассказывал Турину истории из своей молодости, выреза́л для него из дерева фигурки людей и животных и учил его высокой морали, как например: «Будь щедр, но раздавай лишь своё».
С ним мало считались, поскольку он был медлительным и тратил много времени на «никчёмные пустяки». Однако жалость, с которой относился к нему Турин, заставила Хурина уважать Садора, и ему поручили вырезать кресло для дома Хурина эльфийским ножом, который дал ему Турин. Садор боготворил эльфов, но жалел об их встрече с людьми: «В их свете мы тусклы или горим быстрым пламенем, и тяжесть нашей судьбы сильнее давит на нас».
Садор остался в доме Морвен после Нирнаэт Арноэдиад и, хотя истерлинги и не обратили его в рабство, он пожалел, что не участвовал в битве и не пал смертью героя. После отбытия Турина, а позже и Морвен, он стал нищим, и его часто укрывала в своём доме Аэрин. Там Садор встретил Турина, вернувшегося из Нарготронда, а затем принял участие в мятеже против истерлингов, который он поднял. В схватке Садор был смертельно ранен и позже умер.

##### Хадор
Хадор (англ. Hador), также прозванный на синдарине Лориндол (синд. Lórindol, «золотоголовый», «златовласый») из-за того, что он имел светлые волосы, — пра-правнук Мараха, один из предводителей Атанатари, правитель народа Мараха, который позже стал повсеместно известен как Дом Хадора. Хадор женился на Гилдис и имел трёх детей: дочь Глоредель и двух сыновей, Галдора Высокого и Гундора. Сыновьями Галдора были Хурин Талион и Хуор, сыном же Хурина был Турин Турамбар, убивший дракона Глаурунга.
В юности Хадор поступил в услужение к Финголфину, Верховному королю нолдор-изгнанников, и король сильно полюбил его. Видя, что эдайн требуются собственная страна и вожди, Финголфин пожаловал Хадору во владение страну Дор-ломин в Хитлуме в 416 г. П.Э., куда вскоре перебралась с прежнего места поселения у истоков Таэглина большая часть его народа. Народ Хадора с тех пор оставался верен Дому Финголфина и под его знаменами сражался с Морготом, хотя и под предводительством собственного вождя.
В то время Хадору также достался драконий шлем Телхара, знаменитого кузнеца гномов из Ногрода. Хадор получил этот шлем, поскольку сделан он был для гномьих голов, и в той земле никто не смог носить его. Хадор же был одним из самых высоких людей Белерианда. Все его потомки носили этот шлем до тех пор, пока не был он потерян в дни правнука Хадора, Турина, за исключением Хурина, который был менее крепко сложен, чем его предки (хотя, возможно, был он самым храбрым из воинов смертных людей).
Хадор был убит в ходе Дагор Браголлах вместе со своим сыном Гундором у стен Эйтель Сирион, защищая арьергард Финголфина. Править в Дор-Ломине после его смерти стал его старший сын Галдор.

##### Хуор
Хуор (англ. Huor) — представитель Дома Хадора, один из эдайн, герой Людей в Первую Эпоху Средиземья.
Хуор был внуком Хадора, основателя знаменитого дома Людей, сыном Галдора из Дома Мараха и Харет из Халадин и младшим братом Хурина. Жил Хуор в уделе Дома Хадора — Дор-Ломине в Хитлуме и был вассалом Верховного короля нолдор Фингона.
В 458 году Первой Эпохи Хуор и Хурин, живя со своими сродниками в лесу Бретиль, приняли участие в боевой вылазке против орков. В ходе вылазки братья оказались в долине Сириона, где были отрезаны от остального отряда. Преследуемые орками, они были близки к гибели, но Вала Улмо поднял с рек туман, и братьям удалось под его прикрытием добраться до Димбара. Там их подхватили два орла и принесли в Гондолин.
Король Гондолина Тургон радушно принял братьев, помня о пророчестве Ульмо о том, что Дом Хадора придёт на помощь Гондолину в час величайшей нужды. Тургон хотел, чтобы братья остались в Гондолине, поскольку со временем полюбил их, но они хотели вернуться к своим сродникам. Братья поклялись не раскрывать никому тайну Гондолина, и орлы отнесли их обратно в Дор-ломин.
В 462 году Первой Эпохи Моргот напал на Хитлум, и отец Хуора Галдор пал, защищая Эред Ветрин (Горы Мрака).
Примерно в 470 году Первой Эпохи Хуор женился на Риан из Дома Беора, вскоре у них родился сын. Ещё до его рождения Хуор назвал его Туором, после чего, откликнувшись на призыв короля Фингона, покинул свой дом.
В 473 году Первой Эпохи, в ходе Нирнаэт Арноэдиад (Битвы бессчетных слез) Хуор сражался бок о бок с Хурином и Сыновьями Хадора. В разгаре битвы он снова встретил Тургона, и радостной была эта встреча. Когда стало понятно, что битва проиграна, Хурин и Хуор отвлекли орков на себя, позволив Тургону спастись. Хуор был в итоге убит ядовитой стрелой, попавшей ему в глаз.
Хуор всегда оставался в памяти людей, а особенно нуменорцев, как героический дед Эарендила Благословенного.

#### Потомки смешанных браков

##### Брандир
Брандир, прозванный Хромым (англ. Brandir the Lame) — предводитель народа Халет в Бретиле в Первую Эпоху, потомок Домов Халет и Хадора.
Брандир охромел в результате несчастного случая в детстве; из-за этого увечья он не был воином и 

… по природе был человек мягкосердечный, любил дерево больше железа, и знание всего, что растет на земле, предпочитал всем прочим наукам— Толкин Дж. Р. Р. (под ред. К. Толкина). Неоконченные сказания: «Нарн и-Хин Хурин». — «Приход Турина в Бретиль»
 Его отец погиб в битве с орками, вторгшимися в Бретиль в год разорения Нарготронда, когда Народ Халет был загнан в леса и жил в основном внутри частокола на Амон Обел. Брандир тогда был избран вождём, хотя многие предпочли бы его троюродного брата Харданга, и надежды его заключались в «сохранении его народа тишиной и скрытностью», а не открытой войной.
Когда Турина Турамбара принесли без сознания на Амон Обел, Брандир предсказал, что он станет «последним проклятием их народа», но тем не менее заботливо ухаживал за ним. Позже Брандир также принял и Ниниэль, в которую он тайно влюбился; она называла его братом, поскольку сердце Ниниэль было отдано Турамбару, и вскоре они поженились.
Через некоторое время огромные армии орков начали нападать на Бретиль, и Турина попросили возглавить войско людей и полностью уничтожить врага. Вскоре он начал заправлять по-своему, и на Брандира уже обращали мало внимания. Границы Бретиля были очищены, но Турамбар был открыт дракону Глаурунгу. Когда стало известно о приближении Глаурунга, и Турин выбирал себе товарищей для попытки убить его, Дорлас начал насмехаться над Брандиром за его неспособность к бою, но его укорил за это двоюродный брат Брандира, Хунтор (брат Мантора), который пошёл вместо него. Однако после того, как Ниниэль не прислушалась к его советам, Брандир в гневе объявил, что перестал быть вождём и сломал свой посох. После этого он последовал за Ниниэль к Нен Гирит, пытаясь успокоить её, но она бежала к Кабед-эн-Арас. Там Брандир услышал слова Глаурунга, обращённые к Ниниэль, в которых дракон открыл ей, что она в действительности Ниэнор, сестра Турина, и видел, как Ниэнор бросилась в пропасть, внизу которой текла река Тейглин. Брандир был последним, кто посмотрел в тёмный провал пропасти, после чего он ушёл, поскольку 

… хотя и ненавидел он жизнь, не смог он принять там смерть, которой желал.— Толкин Дж. Р. Р. (под ред. К. Толкина). Неоконченные сказания: «Нарн и-Хин Хурин». — «Смерть Глаурунга»
 На пути назад к Нен Гирит он встретил Дорласа, который в страхе оставался там, в то время как Хунтор и Турин преследовали дракона. Когда Брандир обвинил Дорласа в том, что он не принёс никаких вестей о Турине, что привело к смерти Ниэнор, Дорлас разгневался и достал лук, чтобы застрелить Брандира, однако тот вынул меч и зарубил им Дорласа (чья кровь была единственной, пролитой Брандиром в жизни).
Затем Брандир принёс горестные вести народу Халет, называя Бретиль «Сарх ниа Хин Хурин» (синд. Sarch nia Chîn Húrin) — «могила для детей Хурина». И когда Турин вернулся и, разгневанный словами Брандира, обозвал его «косолапым» (англ. Club-foot), Брандир пересказал ему последние слова Глаурунга и стал насмехаться над ним. Не желая верить в это, Турин ударил Брандира Гуртангом и убил его.

##### Диор
Диор (англ. Dior) был сыном Берена и Лютиэн и наследником трона Элу Тингола, короля Дориата. Он родился в 470 г. П.Э. в зелёной стране Оссирианд. Диор был первым полуэльфом, хотя в его жилах также текла и кровь Майар (Мелиан была его бабушкой). Его также называли Элухиль (синд. Eluchíl), что означает «наследник Тингола», Аусир (синд. Ausir), «богатый», и Аранэль (синд. Aranel), «благородный эльф». Значение его имени, вероятно, «наследник». Кроме этого его приветствовали, называя «Диором красивым», скорее всего, поскольку его мать Лютиэн была прекраснейшей среди эльфов и людей. Диор являлся ключевым персонажем Древних Дней, поскольку он не только был сыном Берена и Лютиэн Тинувиэль и первым из полуэльфов, но также и отцом Эльвинг, вышедшей замуж за Эарендила и принесшей в Средиземье Войну Гнева, в которой был побеждён Моргот. Эльвинг также родила Элронда и Элроса, которые оба оказали значительное влияние на более поздние Эпохи Средиземья. История Диора разворачивается вокруг разрушения Дориата.
Диор жил в Первую Эпоху Средиземья, сначала в Восточном Белерианде, где он родился, а затем в Дориате, в качестве непосредственного наследника Тингола. Он женился на Нимлот (которую также звали Линдис), родственнице Келеборна из Дориата, которая родила Диору трёх детей: двух сыновей, Элуреда и Элурина, и дочь Эльвинг, что на синдарине означает «звездная пена» (её назвали так, потому что она родилась звёздной ночью). Когда армия гномов вошла в Оссирианд с запада, после того как они напали на Дориат и убили деда Диора, короля Тингола, в поисках ожерелья Наугламир, Диор и его отец Берен собрали армию лайквенди (зелёных эльфов) и энтов, которые внезапно напали на гномов и полностью уничтожили их армию в битве, ставшей последней для Берена перед его смертью. После этого они утопили все, что осталось от сокровищ гномов, в водах озера, поскольку предводитель гномов проклял все сокровища перед смертью, кроме одного только Сильмарилла, который был вделан в Наугламир, Ожерелье Гномов. Он был одним из вожделенных камней Феанора, которые за много лет до этого родители Диора, Берен и Лютиэн, украли из железной короны тёмного владыки Моргота. Впоследствии его носила Лютиэн, и, осененный её красотой и светом Сильмарилла, Оссирианд стал красивейшим из всех земель, находившихся вне Благословенного Края Валинора, которые были и тогда, и после этого. Позднее Диор покинул Оссирианд вместе со своей семьёй, попрощавшись с родителями, и прибыл в Дориат в качестве его нового короля, чтобы ещё раз дать ему его былую славу. Вскоре после этого ожерелье с Сильмариллом было передано Диору посланником из зелёных эльфов Оссирианда, и Диор понял, что это был знак и символ смерти его родителей. Он долго в печали смотрел на драгоценный камень перед тем, как надеть его и открыть себя как прекраснейшего из детей мира, происходившего из трёх рас: эдайн (людей), эльдар (эльфов) и Майар (Айнур) Благословенных Земель.
В 504—505 гг. П. Э. сыновья Феанора узнали о том, что Сильмарилл, принесённый Береном и Лютиэн, ныне находится в руках Диора, нового короля Дориата. Пока Лютиэн носила ожерелье, никто не смел нападать на неё, но сейчас положение изменилось. Маэдрос пытался охладить воинственный пыл своих братьев и послал Диору письмо с требованием передать Сильмарилл им, но Диор проигнорировал его. Слова Келегорма убедили сыновей Феанора напасть на Дориат. В результате этого нападения Дориат был разрушен, а Диор убит. Братья вышли из битвы победителями, но Келегорм, Куруфин и Карантир были убиты, и Сильмарилл также добыть не удалось. В этой битве Нимлот, жена Диора, также была убита.
После того, как Маэдрос узнал, что слуги Келегорма жестоко оставили близнецов Диора, Элуреда и Элурина, умирать от голода в тёмном лесу, его наполнил праведный гнев и жалость, и он долго искал их, преодолев множество опасностей, но так и не смог найти.
Эльвинг, единственной дочери Диора, однако, удалось бежать с остатками эльфов Дориата к Гаваням Сириона, где она позже вышла замуж за Эарендила Морехода, и вместе они испросили прощения и помощи у Валар, что привело к Войне Гнева и свержению Моргота и его царства.

##### Лалайт
Урвен, более известная по своему прозвищу Лалайт («смех» в переводе с синдарина) — второй ребёнок Хурина Талиона и Морвен Эдельвен, сестра Турина Турамбара. Она родилась весной 466 г. П.Э.

Волосы её были подобны жёлтым лилиям на траве, когда она резвилась в полях, а смех её был похож на журчание весёлого потока, с пением бегущего от холмов мимо стен дома её отца. Нен Лалайт назывался он, и из-за этого все люди в доме Хурина называли ребёнка Лалайт.— Толкин Дж. Р. Р. (под ред. К. Толкина). Неоконченные сказания: «Нарн и-Хин Хурин», «Детство Турина»
Лалайт была счастливым ребёнком, и большинство людей сравнивали её с детьми эльфов. Турин любил свою сестрёнку, но 

… редко играл с ней, предпочитая незаметно охранять её или наблюдать её на траве или под деревом, когда она пела песни, сложенные детьми эдайн много лет назад.— Толкин Дж. Р. Р. (под ред. К. Толкина). Неоконченные сказания: «Нарн и-Хин Хурин», «Детство Турина»
Однако осенью того года, когда Урвен исполнилось три, смертоносный ветер, называемый «злым дыханием», пришёл в Хитлум из Ангбанда, и Турин вместе с Лалайт заболели. Турин оправился от болезни, но его сестра умерла. После этого «смех стих» в доме Хурина, и прозвище Урвен — Лалайт — более не использовалось. Турин так никогда и не оправился от её смерти и всю жизнь искал сходные с ней черты в облике женщин, что является возможной причиной трагедии, случившейся с ним, когда он позже взял в жёны Ниниэль, бывшую на самом деле его второй сестрой.

##### Ниэнор
Жена и сестра Турина Турамбара, дочь Морвен и Хурина Талиона. Также известна как «Цветок Севера».

##### Туор
Адан, происходил из дома Хадора. Был сыном Риан и Хуора, кузеном Турина Турамбара, отцом Эарендила и мужем Идриль Келебриндаль.

##### Эарендил
Полуэльф, сын Идриль Келебриндаль и Туора из дома Хадора, муж Эльвинг и отец Элронда и Элроса. 

##### Элуред и Элурин
Элуред и Элурин (англ. Eluréd and Elurín) — близнецы, сыновья Диора Элухиля, сына Берена и Лютиэн, и его жены, эльфийки Нимлот, братья Эльвинг.
Элуред и Элурин были названы в честь своего прадеда Элу Тингола, короля Дориата. Их имена на синдарине обозначают, соответственно, «наследник Элу» и «память Элу».
Младенцы Элуред и Элурин жили со своим отцом в Менегроте, но в ходе разорения Дориата сыновьями Феанора были похищены слугами Келегорма и брошены в лесу на верную смерть. Старший сын Феанора, Маэдрос, раскаялся в этом деянии и пытался найти близнецов, однако попытки его были тщетными.
Согласно «Сильмариллиону», дети не были найдены и, предположительно, погибли в зимнем лесу.

##### Эльвинг
Эльвинг (англ. Elwing) — полуэльфийка, причисленная позже к эльфам, жена Эарендила, спасшая сильмарилл во время разрушения гаваней Сириона и отправившаяся просить помощи для народов Средиземья у Валар вместе со своим мужем. Её имя на синдарине означает «звездные брызги».
Эльвинг родилась в Оссирианде в 500 году Солнца, перед разрушением Дориата. При нападении сыновей Феанора на Дориат она потеряла своих родителей, Диора и Нимлот, а также братьев Элуреда и Элурина; ей же самой удалось бежать к гаваням Сириона, которыми тогда управлял Эарендил, чьей женой и стала Эльвинг. У них было двое детей: Элронд и Элрос.
В то время, когда Эарендил был в море, оставшиеся сыновья Феанора напали на гавани, убив многих эльфов. Эльвинг бросилась в море, предпочтя эту участь плену, но Улмо превратил её в огромную белую птицу, в этой форме она нашла корабль своего мужа. Не имея дома, Эарендил и Эльвинг отправились на запад, в Аман.
Валар дали Эльвинг право выбора судьбы, равно как её мужу и детям, и она предпочла судьбу эльфов и жизнь в Благословенном Краю. Но вместо того, чтобы путешествовать вместе с Эарендилом и сильмариллом по ночному небу, она поселилась в белой башне у моря, общаясь с морскими птицами и летая вместе с ними в птичьем образе.

#### Истерлинги (Первая Эпоха)
Истерлинги Первой Эпохи (англ. Easterlings of the First Age) — люди, изначально жившие на востоке Средиземья и в основном служившие Морготу. Их не стоит смешивать с истерлингами более позднего времени.
Они впервые появились в конце Первой Эпохи, когда в 463 г. некоторые племена Смуглых Людей (англ. Swarthy Men) вошли в Белерианд из Эриадора, пройдя севернее Синих гор:

Они были невысокими и широкими в плечах, с длинными и сильными руками, на лице и груди у них росло много волос. Их волосы на голове, также как и глаза, были тёмными, а кожа — желтоватой или смуглой. Но были они все разными: и внешне, и по характеру, и по языку. Некоторые были довольно красивыми и приятными в общении, другие же — мрачными и нелюдимыми, и доверия к ним было мало. Их дома были многочисленны, и не было между ними любви.— Толкин Дж. Р. Р. (под ред. К. Толкина). Война Самоцветов: Серые анналы. — С.60-64.
Главной причиной их миграции были слухи о богатстве и мире Белерианда (что соответствовало действительности в период Осады Ангбанда); однако многие истерлинги отправились на запад по призыву Моргота, Тёмного Властелина, ибо он тайно совратил некоторые племена и вождей и привлёк на свою службу. Гномы Синих гор сообщили Маэдросу о прибытии истерлингов, Маэдрос же решил заключить с ними союз, надеясь победить Моргота, и выделил им обширные земли в Лотланне и Восточном Белерианде, к югу от Рубежа Маэдроса.
Наиболее влиятельными вождями истерлингов были Бор (англ. Bór) и Ульфанг (англ. Ulfang); их людей возглавляли и учили военному делу сыновья Феанора, и из Эриадора к ним присоединилось ещё больше их соплеменников.

##### Дом Бора
Соплеменники Дома Бора, оставшиеся в Эриадоре, по легенде, являются предками людей Фородвайта и народа лоссот Второй и Третьей эпох. Сыновьями Бора были Борлах, Борлад и Бортанд; эти люди присягнули на верность Маэдросу и Маглору. Они остались верны своей клятве и «обманули надежды Моргота». В ходе Нирнаэт Арноэдиад они сражались на стороне эльдар и эдайн. После предательства Ульфанга сыновья Бора убили Ульфаста и Ульварта, но и сами погибли вместе с воинами своего народа.

##### Дом Ульфанга
Ульфанг Чёрный (англ. Ulfang the Black), также называемый Смуглым (англ. the Swart) — истерлинг, пришедший в Лотланн в Белерианде в 463 г. П. Э. (вскоре после Бора). Отец Ульфаста, Ульварта и Ульдора Проклятого. Ульфанг был прекрасно принят сыновьями Феанора и вместе с сыновьями присягнул на верность Карантиру. Им были выделены земли для проживания, расположенные к северу и югу от Рубежа Маэдроса.
Однако Ульфанг и его сыновья тайно состояли на службе у Моргота и предали эльдар и эдайн в ходе битвы Нирнаэт Арноэдиад (что позднее стало известно как Предательство людей (англ. The Treachery of Men)). Перед началом битвы Ульдор, глава предателей, передал Маэдросу ложное предупреждение об атаке из Ангбанда, воспрепятствовав его выдвижению вперёд. Когда же он наконец присоединился к битве, часть людей Ульфанга в страхе бежали, но большинство из них, вместе со сородичами, пришедшими к ним втайне, внезапно переметнулись к Морготу и удалили войскам сыновей Феанора в спину. В образовавшейся сумятице войско Маэдроса было разбито и рассеяно, несмотря на то, что Маглор убил Ульдора, а сыновья Бора — Ульварта и Ульфаста (сам Ульфанг умер за два года до битвы).

##### Истерлинги Хитлума
Однако истерлинги Ульфанга были также обмануты своим владыкой Морготом, который изначально пообещал им обширные земли в Белерианде, а после битвы приказал обосноваться в холодных землях Хитлума и запретил покидать его. Там они грабили и держали в страхе остатки людей Дома Хадора, в основном стариков, женщин и детей. Тех, кто мог работать, обратили в рабов, остальных же выгнали из домов и заставили умирать от голода. Многие из истерлингов силой брали в жёны женщин Дома Хадора, поскольку в их племенах было мало женщин и «не было сравнимых с дочерьми эдайн». Истерлинги называли народ Хадора «соломенноголовыми» (англ. Strawheads), в ответ же получили клички «Чужаки» (англ. Incomers) и «Волчий народ» (англ. Wolf-folk).
Каждый из вождей истерлингов в Хитлуме объявлял себя их верховным владыкой. Самыми известными среди них были:
- Лорган. Он считался верховным вождём всех истерлингов и объявил Дор-ломин и даже весь Хитлум ленным владением под сюзеренитетом Моргота. Лорган пленил и обратил в рабство Туора, но с ним обращались лучше, чем с другими невольниками, поскольку «Лорган хорошо кормил свой рабочий скот, пока он был молод и мог трудиться»[15]. В конце концов Туор бежал и развернул против бывшего хозяина настоящую партизанскую войну, так что Лорган установил за его голову высокую награду. Лорган также замышлял взять в жёны Ниэнор, прослышав о её красоте, и это ускорило её отъезд из Дор-ломина[16]. Хурин пришёл к Лоргану после того, как Моргот освободил его, чтобы «освободиться от обязанностей владыки Дор-ломина». Но Лорган «был настороже, будучи хитрее и злее других» и понял замысел Моргота относительно Хурина, после чего позволил ему уйти свободно, предсказав злую судьбу, ожидавшую его[16].
- Бродда. Бродда поселился на юго-востоке Дор-ломина и присвоил большую часть имущества и скота Хурина, прежнего владыки этой земли, а также обратил в рабство людей его клана. Родственницу Хурина Аэрин он насильно взял в жёны, поскольку «надеялся стать владыкой той страны и родить наследника, который бы правил после него». Бродда «был смелым, но малозначимым среди своего народа до прихода в Хитлум; поэтому, ища богатства, он был готов завладеть землями, которых не желали другие, подобные ему». Порабощённые люди Хадора по его приказу выстроили ему деревянный дворец, «и в частоколе его рабы содержались, как скот в коровнике»[14]. Аэрин тайно помогала Морвен, и за это Бродда бил её. Он всегда опасался Морвен, но когда она уехала из Дор-ломина, он забрал себе всё её оставшееся имущество. Когда Турин Турамбар, сын Хурина, вернулся в Дор-ломин в 495 г. П. Э., Аэрин рассказала ему всё, и он в ярости убил Бродду. Нищие из Дома Хадора, бывшие в его доме, тогда восстали, и многие были убиты с обеих сторон. Выжившие бежали и скрылись, но судьба Аэрин была предрешена, и она сожгла себя заживо во дворце Бродды. Остатки людей Дома Хадора с тех пор преследовались ещё более жестоко.

Истерлинги удерживали Хитлум почти столетие, до Войны Гнева, когда они и присоединившиеся к ним соплеменники с Востока сражались на стороне Моргота и были побеждены. Те из них, кто остался в живых, бежали назад через Эред Луин в Эриадор и далее на восток.

### Третья и Четвёртая эпохи

#### Эотеод и люди из Дома Эорла

##### Балдор
Балдор (англ. Baldor) — наследник короля Брего, второго короля Рохана. На пиру, где праздновалось завершение строительства Медусельда, он поклялся войти на Тропы Мёртвых и, попытавшись сделать это, пропал без вести. Его останки обнаружил Арагорн во время Войны Кольца: его скелет со сломанными ногами, одетый в кольчугу, лежал рядом с каменной дверью, а рядом с ним был сломанный меч. На двери были отметины от пальцев, что указывало на тщетные попытки Балдора открыть дверь.
Позже Толкин открыл судьбу Балдора в статье, опубликованной в Vinyar Tengwar Архивная копия от 4 сентября 2011 на Wayback Machine:

Особый ужас, внушаемый закрытой дверью, перед которой был найден скелет Балдора, заключался, вероятно, в том, что эта дверь была входом в некий зал храма злого культа [видимо, тех же Людей Тьмы, к которым принадлежали и клятвопреступники], до которого Балдор дошёл, возможно, не встречая никакого сопротивления. Но дверь закрылась перед его лицом, и враги, которые бесшумно следовали за ним, подошли к нему и сломали ему ноги, после чего оставили умирать во тьме, неспособного найти выход.— Vinyar Tengwar, вып. 42, стр. 22

##### Теодред
Те́одред (англ. Theodred, годы жизни — 2978 — 23 февраля 3019 г. Т. Э.) — единственный сын короля Теодена, наследник роханского престола. Мог стать восемнадцатым королём Рохана, однако погиб в Первой битве у Изенских Бродов.
Сын и единственный наследник Теодена, Теодред родился в 2978 г. Третьей Эпохи. При родах его мать Эльфхильда умерла. Был одним из лучших воинов своей страны. С детства рос вместе с Эомером и Эовин, которых считал за родных брата и сестру. Когда его отец, король Теоден стал подчиняться советам Гримы Червеуста, Теодред взял на себя правление и возглавил атаку на Изенские броды. Погиб 23 февраля 3019 г. Т. Э., защищая броды Изена. Взяв командование на себя, Теодред хотел напасть на урук-хай с тыла, но враги успели подготовиться. Узнав о подкреплении из Изенгарда, Теодред приказал войскам отступать, но войска урук-хай обошли и напали на рохиррим сзади. Он держался до последних сил, однако под натиском превосходящих сил врага был убит. Из-за этого род Второй линии прервался, и следующим королём стал Эомер.
Погребён, согласно тексту книги «Властелин Колец», близ переправы через Изенские броды.
В экранизации Питера Джексона «Властелин колец: Две крепости» в похоронах Теодреда участвует его отец Теоден.

##### Хама
Хама (англ. Háma) — доблестный воин из народа Рохана. В книге, как и в экранизации Питера Джексона, страж личных покоев Теодена в Эдорасе и командир его дружины. По книге погиб во время битвы при Хорнбурге, после которой король Теоден лично положил горсть земли на отдельно сделанную для него могилу под крепостью.
В экранизации Питера Джексона «Властелин колец: Две крепости» погибает во второй части, по пути в Хорнбург: он и Гамлинг выезжают на разведку, заканчивающуюся стычкой с орками Сарумана, в которой Хаму убил орк-наездник на варге.

##### Эомунд
Эомунд (англ. Éomund) — человек из Дома Эорла в Рохане, муж Теодвин, дочери короля Тенгеля, и отец Эомера и Эовин, сыгравших важнейшую роль в Войне Кольца. Эомунд был главным маршалом Марки и отвечал за восточные рубежи Рохана. Одно время бок о бок с ним на службе у королей Рохана инкогнито находился Арагорн.
Он был убит в 3002 г. Т.Э., за шестнадцать лет до начала Войны Кольца, события которой описаны во «Властелине Колец». Вскоре после его смерти умерла от болезни и его жена Теодвин, после чего король Теоден растил обоих детей как своих собственных.

#### Полководцы Рохана и Гондора — участники Войны Кольца
- Эркенбранд — маршал Рохана, правитель области Вестфолд, командовавший роханскими силами в битвах при Изенских бродах и Хельмовой Пади. Ранее служил в королевском войске, очень походил на Хельма (возможно, представитель боковой линии Эорлингов), носил большой красный щит и чёрный рог. Когда в Хельмовой Пади стало известно о гибели Теодреда (в 1-й битве при Изенских бродах), Эркенбранд выдвинулся к бродам, чтобы принять  командование войсками, вместо Теодреда. Но прежде чем Эркенбранд доехал до группы войск, защищавшей Изенские броды, эти войска, которыми командовали Эльфхельм и Гримбольт, оказались отброшены от бродов (в ходе 2-й битвы у Изена). В итоге, войска Эркенбранда частью ушли в Хельмову падь, частью разделились на несколько групп, включая группы во главе с Эркенбрандом, Эльфхельмом и Гримбольтом. В течение дня и вечера 3 марта Гэндальф повстречался с ними, рассказал о происходящих событиях, и помог войскам Гримбольта соединиться с силами Эркенбранда (армия Эльфхельма действовала отдельно). В тот же день армия Эркенбранда выдвинулась из Вестфолда. Именно он, согласно книге, привёл отряд пехотинцев Рохана, который пришёл на рассвете 4 марта и ударил в спину осаждающим Хорнбург войскам Сарумана. После битвы остался в крепости и руководил её восстановлением силами пленных дунландцев.
- Эльфхельм — маршал Рохана, изначально охранявший Эдорас и его земли по приказу Теодреда, взявшего на себя правление на время. Теодред во время битвы при Изенских бродах, поняв, что не выстоит, отправил гонца с просьбой о помощи в Эдорас. Эльфхельм привёл помощь, но слишком поздно: Теодред и его отряд пали. Он отбил врагов, и поставил точку во время первой битвы. Несмотря на полководческий талант Эльфхельма, вторая битва была проиграна, и остатки его войска отступили к Эдорасу. Именно он и его отряды по указанию Гэндальфа возвели курганы возле Изенских Бродов, а затем вернулись в Эдорас и вскоре вместе с соединённой армией Рохана под командованием короля Теодена выдвинулись на помощь Гондору. Эльфхельм командовал отрядом, к которому изначально были причислены Эовин и Мериадок, по неизвестной причине он делал вид, что не замечал хоббита и, даже когда споткнулся о него, не отослал, а объяснил причину задержки в пути. Он же возглавил основные силы Рохана(3000), оставшиеся в Гондоре после битвы и предназначенные для действий в Анориэне и у Кэир-Андроса а также как гарнизон Минас-Тирита. Был правой рукой короля Эомера.
- Гамлинг — старый комендант Хорнбурга, до прихода королевского войска возглавлявший осаждённое в нём местное ополчение и часть дружины Эркенбранда, в рядах которого состоял и его внук. Во время штурма он возглавил оборону водостока под стеной, а когда стена была взорвана «пробойным огнём Ортханка», отступил вместе с Эомером, Гимли и уцелевшими воинами в Блистающие Пещеры Агларонда, где они обороняли узкий проход до рассвета. В соответствии с книгой оставался в Хорнбурге, но в экранизации Питера Джексона Гамлинг также принимал участие в битве на Пеленнорских полях.
- Гримбольд — маршал Рохана, который участвовал в битве при Изенских бродах, командуя арьергардом. Во время боя он пытался прийти на помощь молодому Теодреду, но опоздал, и Теодред погиб у него на глазах. Гримбольд дождался помощи от Эльфхельма, защищая тело Теодреда. Был оттеснён во второй битве при Изенских бродах и возглавил второй отряд, который понёс огромный урон, защищая Броды, и, у но найден Гэндальфом и отправлен с большинством вестфольдцев и королевских воинов на помощь Эркенбранду. После битвы при Хорнбурге и возвращения Теодена в Эдорас соединился с его войсками и выдвинулся на помощь Гондору. По приказу короля возглавил левый фланг армии Рохана в битве при Пеленнорских полях и пал во время этой битвы, столкнувшись с отрядом мумакил.
- Форлонг — правитель Лоссарнаха, известный под прозвищем Толстяк Форлонг. Привёл 200 хорошо снаряжённых воинов с боевыми топорами (должен был привести 2000, однако оставил большую часть для защиты от пиратов). Пал при битве на Пеленнорских полях, изрубленный топорами.
- Дерворин — сын старого правителя из Долины Рингло.
- Дуинхир — правитель верхнего Мортонда. Отец двоих сыновей — Дуилина и Деруфина — героев битвы на Пеленнорских полях, которые пали во главе отряда лучников Мортонда, истребив часть мумакилов, приказав стрелять им в глаза. Сам Дуинхир тоже пал при этой битве.
- Хирлуин Прекрасный — правитель Пиннат Гелина. Пал в Битве на Пеленнорских полях, окружённый воинами Харада.
- Хурин Хранитель Ключей (в некоторых переводах Турин Хранитель Ключей) — полководец Гондора, комендант Минас-Тирита, один из высших сановников Гондора. Скорее всего, постоянно находился в городе — в числе полководцев, пришедших с юга, его не было. Вместе с Имрахилом и Хирлуином командовал конницей Гондора в Битве на Пелленорских полях. После битвы и до выздоровления Фарамира возглавлял гондорский гарнизон Минас-Тирита по распоряжению Имрахила и Элессара. Доставил по приказу Фарамира из усыпальницы королей корону Гондора для коронации Арагорна.

##### Имрахиль
Имрахиль (англ. Imrahil, 2955 г. Т. Э. — около 34 г. Ч. Э.) — герой второго плана произведения Дж. Р. Р. Толкина «Властелин колец», князь гондорского замка Дол Амрот, родственник наместников Гондора и, по легенде, потомок одной из подруг Нимродэли, один из величайших воинов Третьей Эпохи Средиземья и самый могущественный и влиятельный из князей Гондора, по влиянию — второй человек в стране после наместника. Имрахиль командовал армией Гондора во время Войны Кольца, в особенности, во время битвы на Пеленнорских полях.
Перед боем привёл на помощь Минас Тириту самый многочисленный отряд — 700 хорошо вооружённых воинов и отряд закованных в броню рыцарей; они считались лучшими из воинов южного Гондора — вступили в город они под звуки песни и с развёрнутым знаменем Дол Амрота (единственный отряд под своим знаменем), а в бою стояли насмерть у врат города, отступив лишь перед Королём-Чародеем. После отхода войска Фарамира из Осгилиата Имрахиль повёл своих рыцарей и всю гондорскую конницу в атаку на преследующих гондорцев полчища орков и харадримов, сумев их отбросить и спасти от гибели остатки гарнизона Осгилиата, а сам вынес из боя раненного Фарамира.
Во время битвы командовал обороной Минас Тирита, пока Гэндальф был занят наместником. Позже повёл силы города в контратаку, прорвавшись практически в самый центр битвы, вместе с Хурином и Хирлуином возглавив конницу. Именно он увидел, что принцесса Рохана ещё жива. Выступал в битве у Чёрных Врат под собственным знаменем с серебряным кораблем-лебедем и возглавил крупный отряд из своих воинов (2000 — видимо, используя приведённые Арагорном и пришедшие после по его зову подкрепления с юга). Признал права Арагорна и предупредил о риске с наместником, выполнял обязанности наместника после битвы и до похода, поручив охранять Минас Тирит Хурину.
В фильме «Властелин Колец», снятом Питером Джексоном, не упомянут.

##### Хальбарад
Хальбарад — в легендариуме Дж. Р. Р. Толкина воин из народа дунэдайн, участник Войны Кольца. Являлся родичем Арагорна. Во время Войны Кольца возглавлял отряд следопытов, посланный Элрондом в помощь Арагорну в Рохан. Вместе с Арагорном прошёл через Тропы Мёртвых, участвовал в освобождении южных провинций Гондора. Нёс знамя с Белым Древом во время Пеленнорской Битвы, в ходе этой битвы был убит.
В кинотрилогии Питера Джексона не упоминается, как и его отряд.

#### Люди Запада, не относившиеся к потомкам эдайн

##### Фрека
Фрека (англ. Freca) — вождь дунландцев, бросивший вызов королю Рохана.
Фрека был благородным дунландским вождём с примесью крови рохиррим, владевший землями по обе стороны реки Адорн, границы Рохана. Он заявлял о своём происхождении от короля Рохана Фреавина, несмотря на очень тёмные волосы, наследственный признак дунландцев.
Фрека планировал женить своего сына Вулфа на дочери короля Рохана Хельма Молоторукого. Для этого он отправился в Эдорас с огромным войском дунландцев, планируя так запугать короля, чтобы он согласился с его требованиями. Однако Хельм Молоторукий ударил его кулаком и таким образом убил.

## Хоббиты

### Бандобрас Тук
Бандобрас «Бычий рёв» Тук (англ. Bandobras "Bullroarer" Took, годы жизни 2704—2806 Т.Э.) — младший сын Тана Изумбраса III. Был известен своим очень высоким для хоббита ростом (4 фута 5 дюймов, примерно 135 см, что позволяло ему ездить на лошади), хотя впоследствии его превзошли его потомок Пиппин и его друг Мериадок Брендибак. Бандобрас возглавил оборону в битве при Зеленополье во время нападения на Шир отряда орков с горы Грам под командованием Гольфимбула. По легенде, Бандобрас сбил голову короля гоблинов дубиной, после чего она пролетела по воздуху и попала в кроличью нору; поэтому Бандобрасу приписывается изобретение игры в гольф.

### Белладонна Тук
Белладонна Тук (англ. Belladonna Took) — мать Бильбо Бэггинса (Бильбо — её единственный сын, родившийся в 1290 г. Л. Ш.). Первое упоминание о ней присутствует в книге Д. Р. Р. Толкина — «Хоббит: или путешествие туда и обратно». Белладонна Тук — одна из трёх дочерей Старика Тука, главы хоббитов, живших по ту сторону реки Водья. Мужем Белладонны Тук являлся Бунго Бэггинс. В повести «Хоббит» сообщается, что после замужества он построил для своей жены (частично на её же деньги) самую роскошную нору, в которой Белладонна оставалась до конца своих дней.

### Бунго Бэггинс
Бунго Бэггинс (англ. Bungo Baggins, в некоторых переводах его имя передаётся как Банго) — отец Бильбо Бэггинса. Происходил, вероятнее всего, из племени мохноногов. Был женат на Белладонне Тук. Как и все «правильные» хоббиты, Бунго всегда отличался важностью, спокойствием и непричастностью к «приключениям», а также солидным состоянием, за что был весьма уважаем всеми соседями. (По слухам, род Туков отличается от остальных родов хоббитов, так как когда-то давно кто-то из семейства Туков породнился с эльфами, и в связи с этим Туки время от времени покидали родину, пускаясь на поиски приключений. Поэтому семейство Туков всегда уважали меньше чем Бэггинсов, хотя, несомненно, Туки были богаче.) Род Бунго — Бэггинсы — жили у Холма, с незапамятных времён.

### Фермер Мэггот
Фермер Мэггот (англ. Farmer Maggot) — хоббит, персонаж «Властелина Колец», впервые появляющийся в «Братстве Кольца». Мэггот жил на ферме, называвшейся «Бамфёрлонг» (англ. Bamfurlong) в Марях Восточной Чети Шира. На его земле в изобилии росли грибы, высоко ценившаяся хоббитами пища, и фермеру Мэгготу часто приходилось разбираться с другими хоббитами, которые воровали их. Это было также одной из причин, по которым он держал несколько крупных злобных собак.
Живя в юности в Бэкланде, Фродо Бэггинс часто совершал вылазки и воровал грибы Мэггота. В последнюю из них фермер поймал Фродо, задал ему трёпку и пригрозил скормить юного хоббита собакам, если поймает его снова. Затем он выпустил собак на Фродо, и они преследовали его всю дорогу до парома. Хотя собаки и не нанесли Фродо вреда, это происшествие так напугало его, что даже примерно тридцать лет спустя его бросило в дрожь от мысли о том, что придётся идти через земли старого фермера.
Однако необходимость заставила Фродо, Сэма и Пиппина (который был в хороших отношениях с Мэгготом) пройти через его поля. Мэггот и его собаки Клык, Хват и Волк встретились с трио, но Мэггот к тому времени давно уже перестал сердиться на Фродо. Он пригласил отряд на ужин, а затем отвёз на тележке к парому, где их ждал Мерри, а кроме того — подарил Фродо на прощание корзину, полную грибов.
Мэггот настоял на сопровождении Фродо, поскольку один из Чёрных Всадников незадолго до этого появился на его земле и предлагал золото за сведения о «Бэггинсе». Мэггот прогнал его и приказал не возвращаться. Чёрный Всадник же чуть не затоптал Мэггота, и собаки его в данном случае не помогли: они сами были смертельно напуганы Всадником.
В соответствии с романом, у Мэггота было три дочери и как минимум три сына, не считая жены (которая фигурирует в тексте исключительно как миссис Мэггот). Каким-то непонятным способом Мэггот ранее познакомился с Томом Бомбадилом и теперь сообщил ему, что Фродо и его друзья могут прийти к дому Бомбадила через Старый Лес. Сам Бомбадил описывал Мэггота как хоббита незаурядного ума. Помимо «Властелина Колец», Мэггот фигурирует в качестве друга Бомбадила и в «Приключениях Тома Бомбадила».

### Фредегар Болджер
Фредегар (англ. Fredegar Bolger, в некоторых переводах — Фредегар Боббер, Фредегар Пузикс), известный как Толстячок Болждер — один из хоббитов, близкий друг Фродо, его дальний родственник через линию Туков. Родился в 2980 году Т. Э. Имя Фредегар (Fredegar) содержит элементы ferdi — «мир» и gar — «копьё».
Вместе с остальными четырьмя хоббитами, будущими членами Братства, изначально знал о Кольце, но испугался идти через Старый Лес, оставшись в бэкландском имении Фродо — с целью отвлекать внимание и направлять по ложному следу нежелательных гостей, ищущих встречи с Фродо. (Тогда никто из хоббитов даже не задумывался, что, выдавая себя за Фродо, Фредегар фактически рисковал жизнью.) Следующей же ночью после ухода четвёрки хоббитов на поместье Фродо напали назгулы, однако Фредегар сумел сбежать.
После оккупации Шира Саруманом Фредегар не только не смирился с положением вещей, но даже встал во главе местного партизанского отряда из числа хоббитов-охотников и какое-то время скрывался в каменоломнях Скар, возвращаясь в Шир для набегов. Тем не менее подручные Сарумана осадили его вместе со всеми соратниками в их убежище и взяли в плен, после чего бросили его в тюрьму, организованную в Мичел Делвинге, где ему пришлось изрядно голодать. Лишь благодаря возвращению хоббитов Братства и падению диктатуры Сарумана Фредегар был освобождён в числе первых узников. У Фредегара была младшая сестра, Эстелла, которая вышла замуж за Мериадока Брендибака.
Изначально Фредегар имел гораздо большую роль, о чём свидетельствуют наброски и черновики Толкина в шестом томе «Истории Средиземья» — «The Return of the Shadow». Однако в окончательной версии романа персонаж стал эпизодическим. В экранизацию романа Питера Джексона данный персонаж не включён.

### Хэмфаст Гэмджи
Хэмфаст Гэмджи (англ. Hamfast Gamgee, известный (в разных переводах) как Старичина Хэм или Жихарь (1326—1428 гг. по Л. Ш.)) — отец Сэмуайза Гэмджи. Его имя — англосаксонского происхождения (от слов hām — «дом» и fæst — «укреплённый», буквальный перевод — «домосед»). Кроме Сэма, он был главой целого семейства Гэмджи (Сэм был младшим из шести его детей), в течение многих лет обитавшего в Бэг-Энде. С юности исполнял обязанности садовника при усадьбе Бильбо Бэггинса, который очень высоко ценил его за обширные практические знания в области садоводства и выращивания корнеплодов.
В начале повествования «Братства Кольца» Хэмфаст Гэмджи неумышленно сообщил одному из назгулов, охотящихся за Фродо, что тот уехал из Бэг-Энда, и тем самым невольно подверг жизнь последнего опасности. Когда Шир оккупировали банды Сарумана, его дом был снесён по указанию Предводителя Лотто Саквиль-Бэггинса при «реконструкции» Бэг-Энда, а сам Гэмджи-старший оказался на улице (именно этот момент и увидел Сэм в Зеркале Галадриэль), после чего попал в местный приют для бездомных, организованный по милости Сарумана, где и влачил жалкое существование вплоть до освобождения Шира.
В тексте книги Хэмфаст Гэмджи описан как весьма здравомыслящий, консервативный и хозяйственный «классический» хоббит, не склонный к романтике, недоверчивый, но при этом обладающий большой проницательностью и весьма прямолинейный в высказываниях. В экранизации Питера Джексона особо не упомянут.